# Tommaso Barbieri (calciatore)
Tommaso Barbieri (Magenta, 26 agosto 2002) è un calciatore italiano, difensore della Cremonese.

## Caratteristiche tecniche
Terzino destro molto duttile, dotato di buona velocità, può essere schierato anche sulla fascia opposta o come esterno di centrocampo. Ha dichiarato di ispirarsi ad João Cancelo.

## Carriera

### Club
Novara
Cresciuto nel settore giovanile del Novara, nel 2019 viene lanciato come titolare in prima squadra a soli 17 anni; il 29 settembre segna la prima rete in carriera, decidendo la partita di Serie C vinta per 1-0 contro l'AlbinoLeffe.
Juventus
Messosi in mostra con i gaudenziani, l'11 settembre 2020 viene acquistato dalla Juventus U23, con cui firma fino al 2025.
Il 2 novembre 2022 esordisce con la prima squadra della Juventus, in occasione dell'incontro di Champions League perso per 1-2 contro il Paris Saint-Germain.; il 22 dicembre prolunga con i bianconeri fino al 2026.
Prestito al Pisa
Il 20 luglio 2023 seguente viene ceduto in prestito al Pisa, con cui disputa un'ottima stagione a livello individuale.
Cremonese
Il 6 agosto 2024 viene acquistato dalla Cremonese, con cui firma un quadriennale. Conclude la sua prima stagione con 3 goal e 5 assist in 35 presenze tra Serie B e play-off promozione, contribuendo cosi al ritorno in Serie A.

### Nazionale
Nel 2019 ha disputato il Mondiale Under-17, in cui la nazionale italiana è stata eliminata ai quarti di finale.

## Statistiche

### Presenze e reti nei club
Statistiche aggiornate al 26 gennaio 2025.
| Stagione                 | Squadra                  | Campionato               | Campionato | Campionato | Coppe nazionali | Coppe nazionali | Coppe nazionali | Coppe continentali | Coppe continentali | Coppe continentali | Altre coppe | Altre coppe | Altre coppe | Totale | Totale |
| Stagione                 | Squadra                  | Comp                     | Pres       | Reti       | Comp            | Pres            | Reti            | Comp               | Pres               | Reti               | Comp        | Pres        | Reti        | Pres   | Reti   |
| ------------------------ | ------------------------ | ------------------------ | ---------- | ---------- | --------------- | --------------- | --------------- | ------------------ | ------------------ | ------------------ | ----------- | ----------- | ----------- | ------ | ------ |
| 2019-2020                | Novara                   | C                        | 15+2       | 1          | CI+CI-C         | 1+0             | 0               | -                  | -                  | -                  | -           | -           | -           | 18     | 1      |
| 2020-2021                | Juventus Next Gen        | C                        | 15         | 0          | -               | -               | -               | -                  | -                  | -                  | -           | -           | -           | 15     | 0      |
| 2021-2022                | Juventus Next Gen        | C                        | 27+2       | 0          | CI-C            | 2               | 0               | -                  | -                  | -                  | -           | -           | -           | 31     | 0      |
| 2022-2023                | Juventus Next Gen        | C                        | 19         | 0          | CI-C            | 5               | 0               | -                  | -                  | -                  | -           | -           | -           | 24     | 0      |
| Totale Juventus Next Gen | Totale Juventus Next Gen | Totale Juventus Next Gen | 61+2       | 0          |                 | 7               | 0               |                    | -                  | -                  |             | -           | -           | 70     | 0      |
| 2022-2023                | Juventus                 | A                        | 3          | 0          | CI              | 0               | 0               | UCL+UEL            | 1+0                | 0                  | -           | -           | -           | 4      | 0      |
| 2023-2024                | Pisa                     | B                        | 31         | 3          | CI              | 0               | 0               | -                  | -                  | -                  | -           | -           | -           | 31     | 3      |
| 2024-2025                | Cremonese                | B                        | 19         | 1          | CI              | 2               | 0               | -                  | -                  | -                  | -           | -           | -           | 21     | 1      |
| Totale carriera          | Totale carriera          | Totale carriera          | 129+4      | 5          |                 | 10              | 0               |                    | 1                  | 0                  |             | -           | -           | 144    | 5      |